# Gieorgij Jankowski
Gieorgij Wiktorowicz Jankowski, ros. Георгий Викторович Янковский (ur. 1888 w Łodzi, zm. 1944 w okupowanej Jugosławii) – rosyjski pilot doświadczalny i wojskowy, pilot jugosłowiańskich sił lotniczych, lotnictwa Niezależnego Państwa Chorwackiego, a następnie Luftwaffe podczas II wojny światowej.

## Życiorys
Był polskiego pochodzenia. W 1911 ukończył szkołę lotniczą "Awiata" w Warszawie. Był lotnikiem-oblatywaczem u Igora Sikorskiego. Na początku 1912 współuczestniczył w budowie samolotu jednopłatowego LIAM. W maju tego roku ustanowił na nim rosyjski rekord wysokości lotu.

### I wojna światowa
Brał udział w I wojnie światowej. Latał na samolotach S-12A na froncie zachodnim. 22 marca 1915 zestrzelił pierwszy samolot nieprzyjacielski. 19 lipca tego roku awansował do stopnia podporucznika. Od listopada latał na samolotach bombowych Ilia Muromiec.

### Wojna domowa w Rosji
W 1918 przystąpił do białych. Początkowo służył w Armii Dońskiej, a następnie Sił Zbrojnych Południa Rosji gen. Antona Denikina. Był lotnikiem 3, a potem 3 oddziału lotniczego. Doszedł do stopnia sztabskapitana. Na początku kwietnia 1920 ewakuował się z Teodozji. Zamieszkał w Królestwie SHS. Wstąpił do jugosłowiańskiego lotnictwa wojskowego.

### II wojna światowa
Po zajęciu Jugosławii przez wojska niemieckie w kwietniu 1941, wstąpił do sił lotniczych Niezależnego Państwa Chorwackiego. Służył w jednostce bombowej Chorwackiego Legionu Lotniczego na froncie wschodnim. Według części źródeł od 1942 służył w Rosyjskim Korpusie Ochronnym. Wiosną 1944, po włączeniu chorwackiego lotnictwa w skład Luftwaffe, został oficerem niemieckim. Zginął podczas awaryjnego lądowania, kiedy jego bombowiec został trafiony przez partyzantów komunistycznych.